# Bretteville-sur-Dives
Bretteville-sur-Dives ist eine Ortschaft mit knapp 300 Einwohnern in der Normandie in Frankreich. Die vormals eigenständige Gemeinde im Département Calvados gehörte zum Kanton Livarot im Arrondissement Lisieux. Sie war Mitglied des Gemeindeverbandes Trois Rivières und ging mit Wirkung vom 1. Januar 2017 in der Commune nouvelle Saint-Pierre-en-Auge auf. Seither ist sie eine Commune déléguée. Nachbargemeinden waren Le Mesnil-Mauger im Norden, Vieux-Pont-en-Auge im Osten, Boissey (Berührungspunkt) im Südosten, Hiéville im Süden, Thiéville im Westen sowie Ouville-la-Bien-Tournée im Nordwesten.

## Bevölkerungsentwicklung
| Jahr      | 1962 | 1968 | 1975 | 1982 | 1990 | 1999 | 2008 |
| --------- | ---- | ---- | ---- | ---- | ---- | ---- | ---- |
| Einwohner | 306  | 304  | 297  | 288  | 290  | 278  | 306  |

## Sehenswürdigkeiten

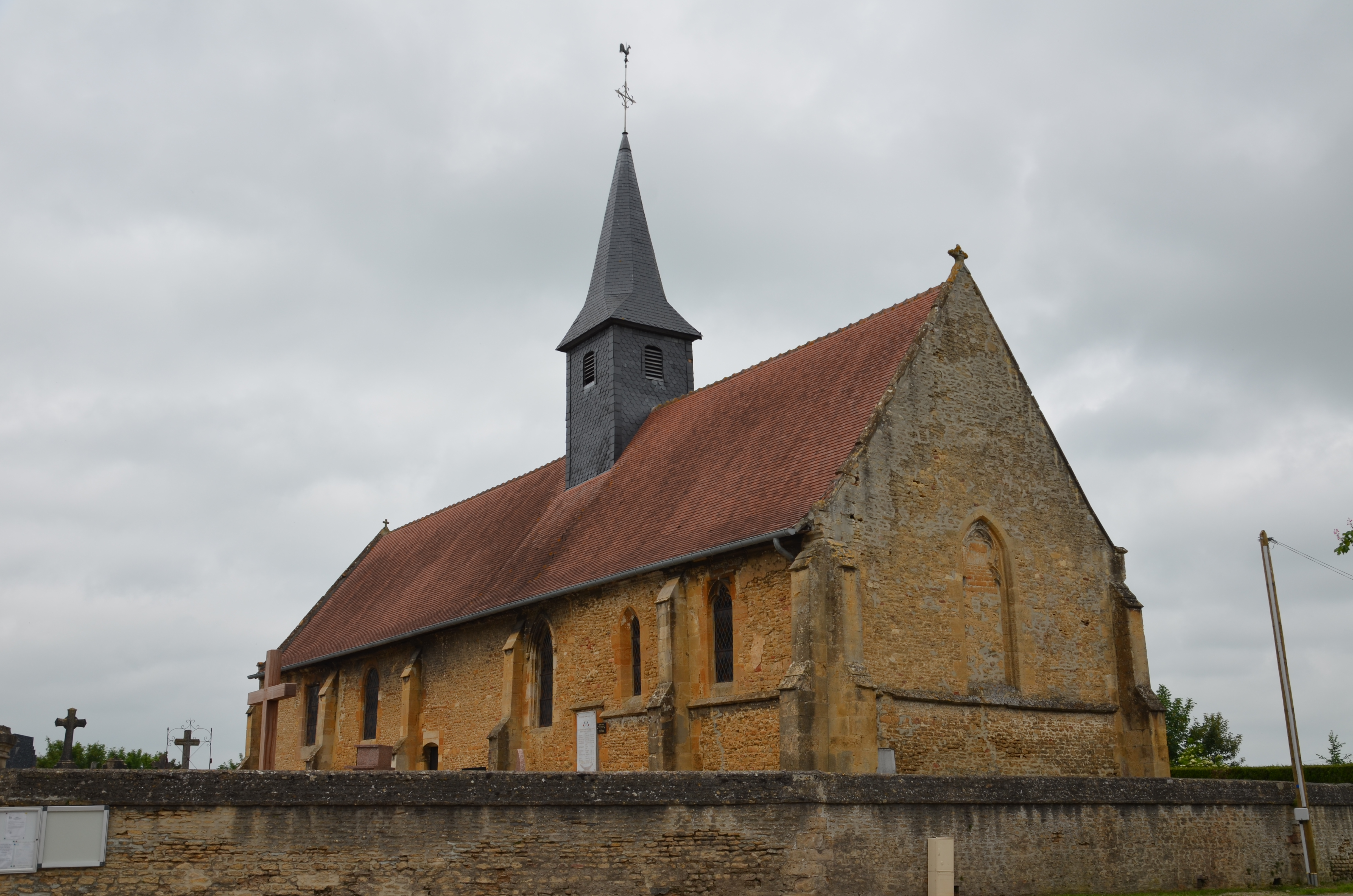
Kirche Saint-Martin

- Kirche Saint-Martin